# Joseph Dünnwald

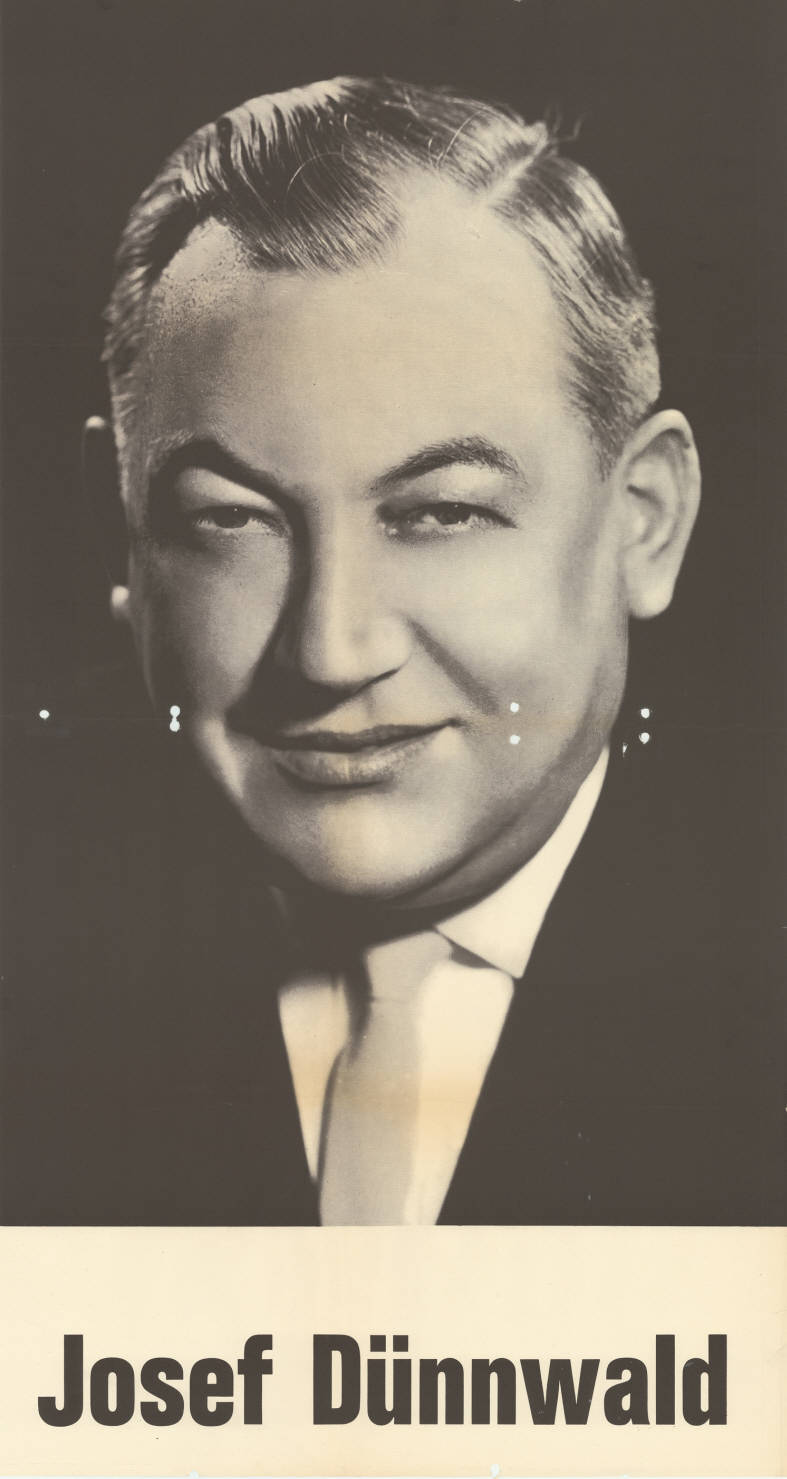
Joseph Dünnwald (undatiert)

Joseph Dünnwald, auch Josef Dünnwald (* 11. Juni 1912 in Düsseldorf; † 24. September 1994) war ein deutscher Politiker und Landtagsabgeordneter (CDU).

## Leben
Nach dem Besuch der Volksschule absolvierte er eine handwerkliche Ausbildung und legte in diesem Beruf auch die Meisterprüfung ab. Er bildete sich im Bereich Betriebs- und Volkswirtschaft nebenberuflich weiter. Dünnwald war Dozent der katholischen Arbeiterbewegung und der christlichen Arbeiterbewegung. Ab 1946 war er Bezirksvorsitzender der CDU und Mitglied des Kreisparteivorstandes der CDU Düsseldorf. Bei der Druckerei L. Schwann war er Betriebsratsvorsitzender.
Vom 21. Juli 1962 bis zum 23. Juli 1966 war Dünnwald Mitglied des Landtags des Landes Nordrhein-Westfalen. Er wurde im Wahlkreis 047 Düsseldorf V direkt gewählt.